# اشنباخ ۹۹۰۹
سیارک ۹۹۰۹ (به انگلیسی: 9909 Eschenbach، نامگذاری:4355T-1) نه هزار و نهصد و نهمین سیارک کشف شده‌است که در ۲۶ مارس ۱۹۷۱ کشف شد.
قدر مطلق سیارک برابر ۱۳٫۸۰ است.